# Брянск (аэропорт)
Аэропо́рт Бря́нск — международный аэропорт федерального значения, расположен в 14 км к юго-западу от города Брянска на воздушной трассе R-22, соединяющей Москву с Киевом, а также с Западной Европой и Ближним Востоком. Является входным и выходным аэропортом России на юго-западных направлениях. Из-за вторжения России на Украину с 03:45, 24 февраля по настоящее время введён запрет на все полёты из аэропорта.

## История

### В городе Брянске
- 1926 — начало строительства аэродрома на возвышенности между г. Брянском и с. Городище (будущим географическим центром города).
- 1927 — открытие Брянского аэродрома (Брянский аэродром НКО).
- 1928—1929 — период службы Валерия Чкалова в 15-й Брянской авиационной эскадрильи.
- 1934 — открытие гражданского аэропорта для технического обслуживания и дозаправки самолетов, следующих по маршруту Москва — Киев.
- 1941 — модернизация взлётно-посадочной полосы «А» и рулёжной дорожки Брянского аэродрома НКО.[3]
- 1942—1943 — использование аэродрома оккупантами.
- 1945—1955 — расположение 204-го авиа-отряда Московской авиа-группы, затем третьей авиаэскадрильи 170-го авиа-отряда.[4]
- 1946 — открытие гражданского аэропорта в г. Бежице (в 1956 войдёт в состав Брянска).
- 1955 — расположение 189-го авиа-отряда авиации спецприменения и местных воздушных линий.[4]
- 1961 — открытие гражданского аэропорта на базе Брянского военного аэродрома.
- 1964 — создание Брянского объединённого авиа-отряда (ОАО) на базе 189-го авиа-отряда.[4]
- 1968 — начало брянской эксплуатации турбо-реактивного низкоплана Як-40.
- 1970 — переезд аэровокзала и части служб в новый комплекс (ныне — юрфак БГУ)[5]
- 1994 — «8 декабря в 15:43 навсегда погасли огни старого аэропорта в центре города».[6]

### Октябрьское
- 1994 — открытие действующего аэропорта в посёлке Октябрьское.
- сентябрь 1995 — аэропорт Брянск получил статус международного.
- июль 1996 — первый международный полёт в Варну на Ан-24.
- июль 1997 — первый полёт в Бургас на Як-40.
- 1997 — открытие рейсов Аэрофлота в Стамбул и Бургас на Ту-134.
- 1998 — в Брянск прибыл первый Ту-154.
- 1999 — открытие грузовых рейсов в Китай.
- 2000 — прекращение рейсов по всем направлениям, за исключением чартерных в Анталью, Хургаду.
- 2010 — открытие рейсов Москва (Домодедово) — Брянск — Москва (Домодедово).
- 2011 — чартерные рейсы в Турцию, Египет.
- 2013 — чартерные рейсы в Турцию (Анталья), Испанию, Грецию (Салоники). С 12.08.2013 регулярные рейсы в Санкт-Петербург 3 раза в неделю (в зимний период — 2 раза в неделю).
- 2014 — летний период — чартерные рейсы в Турцию (Анталию) два раза в неделю, из-за ошибок в управлении турагентства - закончены в июне.
- 2015 — летний период — регулярные рейсы в Симферополь два раза в неделю и Краснодар — раз в неделю.
- 2016 — летний период — регулярные рейсы в Сочи два раза в неделю, в Симферополь и Краснодар — раз в неделю.
- 2017 — с 7 мая авиакомпания «С7» открыла рейсы в Санкт-Петербург два раза в неделю, с июля — три раза; «Саратовские Авиалинии» с июня — Симферополь раз в неделю; с 14 декабря авиакомпания «С7» открыла рейсы в «Домодедово» пять раз в неделю.
- 2018 — авиакомпания «С7» — с 13 января один рейс в Санкт-Петербург, в Москву пять раз в неделю, с 23 апреля до 31 мая — ежедневно, после — кроме среды и пятницы, с 26 марта два рейса в Санкт-Петербург, со 2 мая три рейса; «Саравиа» с июня — два рейса в Симферополь и один в Сочи; с 9 июня планируются рейсы в Анталию (Турция) раз в 10 дней до 22.09.
- 2019 — регулярные рейсы 2 раза в неделю по направдениям: «Азимут» в Сочи, Краснодар, «РусЛайн» из Москвы (Внуково) и обратно с посадкой в Брянске в Анапу (в летний период), Симферополь (в летний период), Минеральные Воды (с октября), продолжены рейсы S7 в Санкт-Петербург. Чартерные рейсы «Ямал» в Анталью в летний период.
- 2020 — пассажирские авиаперевозоки авиакомпанией «ИрАэро» по маршрутам Брянск-Симферополь на самолетах отечественного производства Сухой Суперджет-100[7].
- 2022 — из-за вторжения России на Украину с 03:45 24 февраля по настоящее время введён запрет на все полёты из аэропорта[8].

Главная проблема нынешнего состояния аэропорта — практически полное отсутствие какой-либо наземной инфраструктуры, изношенность оборудования, необходимость реконструкции ВПП. Реконструкция аэропорта включена в Федеральную программу развития транспорта в 2018—2020 годах. Планируется выделить из бюджетов всех уровней 3135,8 млн рублей.
В 2017 г. правительство Брянской области решило выделить около 300 млн рублей на погашение долгов аэропорта и текущую деятельность. Из них на недостающую технику потратили около 90 млн. Купили: машину для очистки туалетов ВС, КДМ (комбинированная дорожная машина), фронтальный погрузчик, новый трап. Также деньги потратили на текущий ремонт ВПП, прошедший в два этапа: ремонт покрытия ВПП и ремонт межплитных швов. К концу года губернатор Брянской области заявил о полном погашении долгов аэропорта.
На 2018 г. запланировано потратить около 200 млн рублей. Из них 60 млн на реконструкцию аэропортового комплекса. С ноября 2017 г. по март 2018 г. аэропорт Брянск должен пройти полное обследование институтом «Аэропроект» с выдачей технического задания на проект реконструкции.
В 2019 г. экспертами Главгосэкспертизы России был одобрен план реконструкции аэропортового комплекса Брянска, предусматривающий два этапа. На первом планируется реконструировать часть пассажирского перрона, водосточно-дренажную сеть, локальные очистные сооружения, патрульную дорогу, участки внутрипортовых дорог и ограждение территории. На втором проведут реконструкцию взлетно-посадочной полосы с искусственным покрытием, рулежных дорожек, светосигнального и радиотехнического оборудования аэродрома, грузового перрона. Также будут продолжены работы по реконструкции пассажирского перрона, водосточно-дренажной сети и внутрипортовых дорог.
Проводился текущий ремонт здания аэровокзала.
Закуплена специальная техника для обслуживания пассажиров и воздушных судов (трап, ленточный погрузчик багажа, багажные тележки, установка воздушного запуска авиационных двигателей).

## Принимаемые типы воздушных судов
Як-40, Як-42Д, Ан-74, Ан-148, Ил-76, Ту-134, Ту-154, Ту-204, Ту-214, Airbus A319, Airbus A320 (с ограничениями), Embraer E-170, Boeing 737-400, Boeing 737-500, Boeing 757-200 и вертолёты всех типов.

## Показатели деятельности
| год             | 2014 | 2015           | 2016          | 2017         | 2018        | 2019          | 2020          |
| тыс. пассажиров | 10,7 | ▲26,9 (151,4%) | ▼21,4 (20,4%) | ▼20,4 (4,6%) | ▲35,7 (75%) | ▲59,0 (65.2%) | ▲84,0 (42.3%) |
| Источники:      |      |                |               |              |             |               |               |